# Ahmad Jassim
Ahmad Jassim (4 de maio de 1960) é um ex-futebolista iraquiano que atuava como goleiro.

## Carreira
Ahmad Jassim fez parte do elenco da histórica Seleção Iraquiana de Futebol da Copa do Mundo de 1986 